# Christine Stigsdatter de Hvide
Christine Stigsdatter de Hvide  (1145-1200) reine de Suède, épouse du roi Charles VII de Suède.

## Biographie
Christine ou Kirsten Stigsdatter est la fille d'un magnat danois, Stig Tokesen Hvide (mort en 1151) et de son épouse Marguerite qui est la fille ainée de Knud Lavard et d'Ingeborg, fille du prince Mstislav Ier Harald et de son épouse la princesse Christine Ingesdotter (morte en 1122), elle-même fille du roi de Suède Inge Ier l'Ancien. Cette filiation est revendiquée par la maison de Stenkil à laquelle appartient son époux depuis 1163 le roi  Charles VII de Suède. Un fils unique est issu de cette union le futur roi Sverker II de Suède